# Timonya
Timonya is een geslacht van uitgestorven temnospondyle Batrachomorpha (basale 'amfibieën') dat behoort tot Dvinosauria. Het leefde in het Vroeg-Perm (ongeveer 279-275 miljoen jaar geleden) en zijn fossiele overblijfselen zijn gevonden in Zuid-Amerika.

## Naamgeving
De typesoort Timonya anneae werd in 2015 benoemd door J. C. Cisneros, C. Marsicano, K. D. Angielczyk, R. M. H. Smith, M. Richter, J. Frobisch, C. F. Kammerer en R. W. Sadleir. De geslachtsnaam verwijst naar de vindplaats Timon. De soortaanduiding eert Anne Warren-Howie.
Het holotype is UFPI PV001, een skelet met schedel. Timonya anneae werd beschreven op basis van enkele fossielen (een bijna volledige volwassen en enkele jonge exemplaren) gevonden in de Pedra de Fogo-formatie in het noordoosten van Brazilië. Het holotype werd gevonden in de buurt van Timon (Maranhão), terwijl andere exemplaren werden gevonden in de buurt van Nazaria (staat Piaui).

## Beschrijving
Timonya bezat, net als alle dvinosauriërs, een vaag soortgelijk uiterlijk als dat van een salamander. Het lichaam was langwerpig en de ledematen waren kort, terwijl de schedel van bovenaf gezien driehoekig was en verticaal afgeplat. Timonya onderscheidde zich van andere dvinosauriërs door een aantal unieke kenmerken (autapomorfieën): afwezigheid van een prenariale snuit gevormd door de premaxilla, wandbeenderen die minder breed zijn dan de interorbitale ruimte tussen de oogkassen, maximale breedte van het wandbeen bijna identiek aan die van het supratemporale bot, achterhoofdsknobbels op hetzelfde niveau als de achterste rand van het schedeldak, aanwezigheid van een goed ontwikkeld postglenoïde gebied op de onderkaak (veel langer dan de glenoïde fossa van bovenaf gezien), aanwezigheid van een verbeende opisthosis.
Naast deze unieke kenmerken, onderscheidde Timonya zich van soortgelijke dieren als Tupilakosaurus door een reeks kenmerken, zoals neusgaten dicht bij de middenlijn van de schedel, de tabulaire hoorns met een driehoekige of vierkante vorm en nogal sterk ontwikkeld, de takken van de pterygoïde naar de verhemeltebeenderen en quadratum sterk van elkaar gedifferentieerd ter hoogte van het pterygoïde hoofdlichaam, de aanwezigheid van een langwerpig foramen voor de interne halsslagader aanwezig op het onderste oppervlak van de parasphenoïde. Timonya werd ook gekenmerkt door de afwezigheid van hoektanden in de mandibulaire symphysis en de aanwezigheid van een foramen parasymphysiale aan weerszijden van de mandibulaire symphysis om de vomerine hoektanden te bergen wanneer de muil gesloten was.

## Classificatie
Timonya was een vertegenwoordiger van de dvinosauriërs, een nogal archaïsche groep temnospondylen, meestal klein tot middelgroot. Timonya zelf overschreed de lengte van enkele tientallen centimeters in het volwassen stadium niet. Volgens een fylogenetische analyse door de auteurs van de eerste beschrijving, lijkt Timonya deel uit te maken van een dvinosauriër-clade, waaronder Acroplous, Isodectes, Dvinosaurus en de tupilacosauriërs. Een andere dvinosaurus uit dezelfde formatie als Timonya is echter Procuhy, die behoort tot de familie van trimerorachiden.

## Betekenis van fossielen
De vondst van de fossielen van Timonya en Procuhy, die sterk lijken op Noord-Amerikaanse vormen, geeft aan dat in het Vroeg-Perm de fauna's van zoetwateramfibieën nog steeds slecht gedifferentieerd waren, en suggereert dat er nog steeds een uniform tropisch bioom was; in het Vroeg-Perm waren de noordelijke en zuidelijke continenten nog verenigd in Pangea.

## Paleo-ecologie
Timonya leefde in de kust- en alkalische wateren van een tropisch meer en jaagde waarschijnlijk op kleine dieren; Procuhy, groter van formaat, vertegenwoordigde waarschijnlijk de groep middelgrote roofdieren, terwijl de gigantische amfibie Prionosuchus, bekend in dezelfde formatie, de apexpredator van het meer was, maar in diepere wateren en in een meer centraal gebied leefde.